# Rikako Sakata
 (février 2013).
Si vous disposez d'ouvrages ou d'articles de référence ou si vous connaissez des sites web de qualité traitant du thème abordé ici, merci de compléter l'article en donnant les références utiles à sa vérifiabilité et en les liant à la section « Notes et références ».
Rikako Sakata (坂田 梨香子) est une actrice et mannequin japonaise née le 16 décembre 1993 à Saga (Japon). Elle est recrutée dans l'agence Ever Green Entertainment.

## Biographie
Rikako est âgée de 13 ans lorsqu'elle débute dans le mannequinat pour le magazine "Love Berry"『ラブベリー』, elle eut aussi un rôle dans le film "Kimi ni shika Kikoenai" la même année. En mi-2009, Rikako eut un rôle dans le drama "Koishite Akuma". À partir de 2010, Rikako commença à obtenir beaucoup de rôles et fut aussi recrutée par le célèbre magazine de mode japonais "Seventeen" ! Elle obtient 2 rôles dans 2 films ainsi que 2 rôles dans 2 dramas la même année. En 2011, elle enchaine encore les dramas et films et fut recrutée dans la célèbre agence d'acteurs nommée "Ever Green Entertainment". Rikako est aujourd'hui la mannequin principale du magazine "Seventeen" en compagnie de Nishiuchi Mariya, Yamamoto Yusuke, Goriki Ayame et elle continue de tourner.

## Filmographie
- 2007 : Calling You / Kimi ni shika kikoenai
- 2010 : Kaiki: Tales of Terror from Tokyo / Kaidan Shin Mimibukuro: Kaiki
- 2010 : Maria Watches Over Us / Mariasama ga Miteru
- 2011 : Avatar / Abataa
- 2011 : Kamen Rider x Kamen Rider Fourze and OOO Movie Taisen Mega Max
- 2012 : Kamen Rider × Super Sentai: Super Hero Taisen
- 2012 : Kamen Rider x Kamen Rider Wizard & Fourze Movie Taisen Ultimatum

## Télévision
- 2009 : Koishite Akuma - Vampire Boy (Épisode 10)
- 2010 : Q10 (Épisode 9)
- 2011 : Misaki Number One!! TBS (Épisode 10)
- 2011 : Switch Girl!!
- 2012 : Miss Double Faced Teacher / Kuro no Onna Kyoushi
- 2012 : Kuro no Onna Kyoshi